# Andropolia illepida
Andropolia illepida är en fjärilsart som beskrevs av Augustus Radcliffe Grote 1879. Andropolia illepida ingår i släktet Andropolia och familjen nattflyn. Inga underarter finns listade i Catalogue of Life.